# Adam Świerkocz
Adam Mirosław Świerkocz vel Świerkosz (ur. 15 grudnia 1964 w Prudniku) – polski pilot wojskowy, generał brygady Wojska Polskiego; dowódca 6 Eskadry Lotnictwa Taktycznego (2001–2004), 32 Bazy Lotniczej (2004–2006) i 3 Brygady Lotnictwa Transportowego (2007–2008).

## Życiorys
W młodości należał do klubu łuczniczego KS Obuwnik Prudnik, a także kolarskiego LKS Zarzewie Prudnik.

### Wykształcenie
Uczęszczał do szkoły podstawowej w Prudniku. W latach 1979–1983 kształcił się w Liceum Lotniczym w Zielonej Górze (filia Ogólnokształcącego Liceum Lotniczego im. F. Żwirki i S. Wigury w Dęblinie). W 1983 wstąpił do Wyższej Oficerskiej Szkoły Lotniczej (Szkoła Orląt) w Dęblinie, po ukończeniu której w 1987 uzyskał tytuł pilota klucza lotniczego. W 1988 ukończył kurs pilotów samolotów MiG-21 w Centrum Doskonalenia Lotniczego.
W okresie od 1 lutego 1995 do 19 sierpnia 1997 studiował w Akademii Obrony Narodowej w Warszawie. W 2000 w Akademii Bydgoskiej ukończył studia podyplomowe z dziedziny obrony cywilnej i zarządzania kryzysowego. W latach 2000–2001 był słuchaczem Podyplomowego Studium Dowódczo-Sztabowego w Akademii Dowódczo-Sztabowej (Joint Services Command and Staff College) w Bracknell w Wielkiej Brytanii oraz w latach 2006–2007 słuchaczem Studium Polityki Obronnej w Akademii Wojennej Wojsk Lotniczych United States Air Force (Air War College) na terenie bazy wojskowej Maxwell Air Force Base w Montgomery w Stanach Zjednoczonych.

### Służba wojskowa

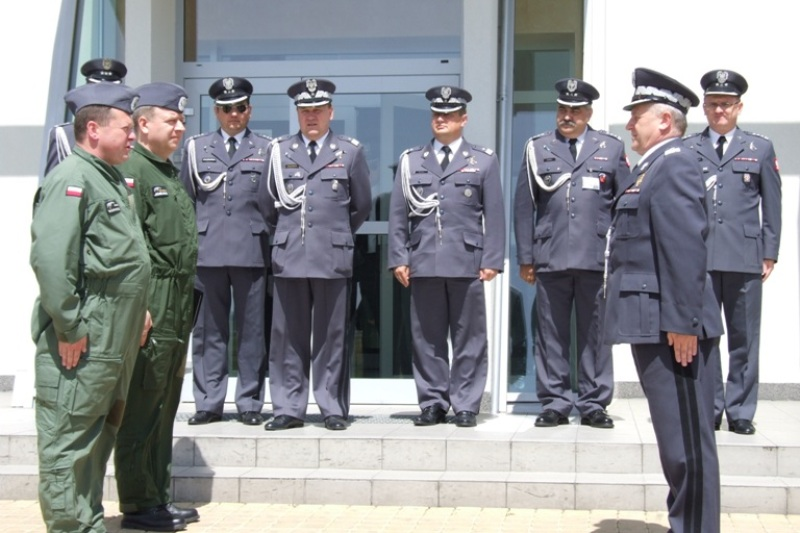
Adam Świerkocz (1. od lewej) podczas uroczystość jego lotu pożegnalnego (30 maja 2008)

Na pierwsze stanowisko służbowe – pilota – został skierowany w 1987 do 26 Pułku Lotnictwa Myśliwskiego w Zegrzu Pomorskim (2 Korpus Obrony Przeciwlotniczej). 22 listopada 1987 uzyskał stopień podporucznika. Od lipca 1993 pełnił obowiązki starszego pilota w 7 Pułku Lotnictwa Bombowo-Rozpoznawczego w Powidzu. Po ukończeniu Akademii Obrony Narodowej w 1997 został wyznaczony na stanowisko zastępcy dowódcy eskadry 7 plbr, a następnie na szefa strzelania powietrznego pułku. W tymże roku wziął udział w ćwiczeniach „Orli Szpon”. Po restrukturyzacji tego pułku, od 12 stycznia 2000 był zastępcą dowódcy 7 Eskadry Lotnictwa Taktycznego w Powidzu, która została wydzielona do sił szybkiego reagowania NATO. Znalazł się w pierwszej piątce polskich pilotów, którzy szkoleni przez instruktorów z USA, Wielkiej Brytanii i Kanady – według programu Osiągania Zdolności Bojowej do osiągnięcia statusu gotowości do działań „Combat Ready”, realizując roczny nalot 120 godzin – otrzymał uprawnienia do lotów w ramach sił NATO według procedur NATO-TACEVAL. Znalazł się w gronie polskich pilotów, którzy zdobyli uprawnienia instruktorskie, w celu szkolenia pozostałej części eskadry. Podczas służby w 7 elt brał udział w ćwiczeniach „Cooperative Banners” i „Nam”.
W latach 2001–2004 był dowódcą w 6 Eskadrze Lotnictwa Taktycznego w Powidzu. W 2002 uczestniczył w ćwiczeniach „Strong Resolve”. Na mocy decyzji ministra obrony narodowej Jerzego Szmajdzińskiego, z dniem 19 lutego 2004 objął obowiązki dowódcy 32 Bazy Lotniczej w Łasku. W tymże roku otrzymał stopień pułkownika. Współorganizował polsko-amerykańskie szkolenie lotnicze, które miało zapoznać polskich pilotów i techników z obsługą samolotów F-16. W 2004 wziął udział w ćwiczeniach „Sentry White Falcon”, a w 2005 w „Poland Hawk”. 25 listopada 2005 wziął udział w uroczystości upamiętniającej Szczepana Walkowskiego w Wieruszowie. Był pomysłodawcą międzynarodowego Pikniku Lotniczego Łask-Buczek. Prowadził współpracę z prezydentem Pabianic Janem Bernerem. Obowiązki dowódcy 32 Bazy Lotniczej zdał 25 maja 2006, po czym zgodnie z rozkazem ministra obrony narodowej Radosława Sikorskiego przeszedł do rezerwy kadrowej MON i został skierowany do Studium Polityki Obronnej w Akademii Wojennej Wojsk Lotniczych w Maxwell Air Force Base. W uroczystości pożegnalnej uczestniczyli m.in. politycy Andrzej Owczarek, Bogdan Lisiecki, oficerowie Zbigniew Janoś, Andrzej Błasik, Tadeusz Mikutel, a także Michał Wiśniewski i lokalne władze.
15 sierpnia 2007 został awansowany przez prezydenta RP Lecha Kaczyńskiego na stopień generała brygady. Dzień później, 16 sierpnia 2007 został dowódcą 3 Brygady Lotnictwa Transportowego. Uczestniczył w organizacji kursów specjalistycznych dla polskich lotników przygotowujących do obsługi samolotów C-130 Hercules. Podczas jego służby w 3 BLTr doszło do katastrofy samolotu CASA C-295 M w Mirosławcu 23 stycznia 2008. Świerkocz, który również przebywał na pokładzie samolotu, opuścił go około półtorej godziny przed wypadkiem. 21 lutego 2008 w Lipsku Świerkocz jako przedstawiciel dowództwa Sił Powietrznych z Anatolem Czabanem wziął udział w uroczystościach pogrzebowych Roberta Kuźmy, dowódcy załogi samolotu CASA. Jako dowódca garnizonu Powidz, Świerkocz zaparafował porozumienie ze starostą gnieźnieńskim Krzysztofem Ostrowskim o współpracy cywilno-wojskowej, polegającej na monitorowaniu i zapobieganiu sytuacji kryzysowych oraz likwidacji ich skutków.
Pilot wojskowy klasy mistrzowskiej o ogólnym nalocie 1500 godzin. Podczas swojej służby latał na samolotach MiG-21, Su-22, oraz wykonał tzw. loty zapoznawcze między innymi na F-16 oraz PZL M28 Bryza. Latał i brał udział w szkoleniach i ćwiczeniach lotniczych w USA, Wielkiej Brytanii, Danii, Norwegii, Turcji, Grecji, Włoszech. 30 maja 2008 przeszedł do rezerwy.

### Działalność pozasłużbowa
We wrześniu 2009 w Koninie brał udział w organizacji i inauguracji pierwszych mistrzostw Polski dzieci z domów dziecka w piłce nożnej. W 2021 pomógł w realizacji skierowanej do dzieci rockowej piosenki edukacyjnej „Chcę być pilotem” projektu muzycznego Rockozaur, opowiadającej o pracy pilotów samolotów wojskowych. Teledysk do piosenki powstał w 31 Bazie Lotnictwa Taktycznego.

## Życie prywatne

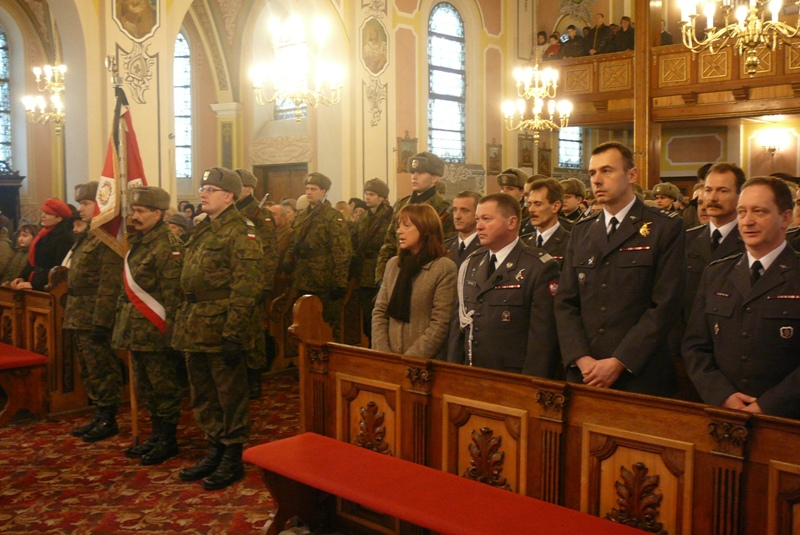
Świerkocz wraz z pierwszą żoną, Małgorzatą, podczas uroczystości uczczenia pamięci lotników zmarłych w katastrofie samolotu CASA C-295M w Witkowie

Był dwukrotnie żonaty. Jego pierwszą żoną była Małgorzata z domu Wąsacz, nauczycielka w przedszkolu miejskim w Witkowie, z którą ma dwoje dzieci. Razem z nimi mieszkał w Witkowie. W 2008 założył firmę konsultingową. Jego obecną żoną jest Katarzyna. Mają dziecko i mieszkają w Rokietnicy koło Poznania. Posiada również dom w Prudniku. Lubi sport, muzykę, interesuje się łowiectwem i lataniem samolotami ultralekkimi.

## Awanse
- podporucznik – 22 listopada 1987
- porucznik
- kapitan
- major
- podpułkownik – 2001
- pułkownik – 2004
- generał brygady – 15 sierpnia 2007

## Ordery i odznaczenia
- Brązowy Krzyż  Zasługi – 1 sierpnia 2002[33]
- Srebrny Krzyż  Zasługi – 2 lipca 2005[34]
- Odznaka Pilota Wojskowego
- Odznaka skoczka spadochronowego wojsk lotniczych
- Odznaka pamiątkowa 6 Eskadry Lotnictwa Taktycznego, ex officio
- Odznaka pamiątkowa 32 Bazy Lotniczej, ex officio
- Odznaka pamiątkowa 3 Brygady Lotnictwa Transportowego, ex officio

## Garnizony w przebiegu służby
Dęblin (1983–1987) → Zegrze Pomorskie (1987) → Powidz (1993–1995) → Warszawa (1995–1997) → Powidz (1997–2000) → Bracknell (Wielka Brytania) (2000–2001) → Powidz (2001–2004) → Łask (2004–2006) → Montgomery (Stany Zjednoczone) (2006–2007) → Powidz (2007–2008)

## Publikacje
W swoim dorobku Świerkocz posiada kilka publikacji w czasopismach o tematyce wojskowej i lotniczej:
- Adam Świerkocz: Wczoraj, dziś i jutro lotnictwa myśliwsko-bombowego, „Przegląd Wojsk Lotniczych i Obrony Powietrznej”, nr 11, 1996, s. 19–27.
- Adam Świerkocz: Renegade w Łasku: działania antyterrorystyczne, „Wiraże: magazyn Wojsk Lotniczych i Obrony Powietrznej”, nr 4, 2006, s. 12–13.